# Mildred Breedlove
Mildred Cox, poi Mathews e coniugata Breedlove (Coal Hill, 27 maggio 1904 – Ferron, 14 agosto 1994) è stata una poetessa statunitense.

## Biografia
Mildred Cox nacque nell'Arkansas nel 1904, figlia di John F. Cox e Rose M. Wilson; rimasta orfana di padre all'età di quattro anni, prese il cognome del padre adottivo, Daniel Mathews, secondo marito della madre. Nel 1920 sposò Crongy P. Breedlove e continuò a lavorare come insegnante anche dopo il matrimonio.
Cominciò a dedicarsi intensivamente alla letteratura solo dopo essersi trasferita a Los Angeles con la famiglia nel 1949. Nel 1955 e nel 1957 vinse il National League of American Pen Women Achievement Award e nel 1961 fondò la Nevada Poetry Society. Nel 1957 rimase vedova e fu nominata poetessa laureata dello stato del Nevada. Nel 1968 sarebbe stata candidata anche al Premio Nobel per la letteratura.
Morì nel 1994 all'età di 90 anni.

## Opere (parziale)
- (EN) Those Desert Hills and Other Poems, 1959.
- (EN) A Study of Rhyme & Rhythm in Creative Expression, 1959.